# Dominique Malonga
Dominique Malonga (Châtenay-Malabry, 1989. január 8. –) francia születésű kongói válogatott labdarúgó, a Servette játékosa.
A kongói válogatott tagjaként részt vesz a 2015-ös afrikai nemzetek kupáján.